# Coenosia megalocalyptra
Coenosia megalocalyptra är en tvåvingeart som först beskrevs av Fritz Isidore van Emden 1940.  Coenosia megalocalyptra ingår i släktet Coenosia och familjen husflugor.
Artens utbredningsområde är Etiopien. Inga underarter finns listade i Catalogue of Life.